# 星雀属
星雀属（学名：Neochmia），是梅花雀科的一属。属下共有4种鸟类。
属下物种有：
- 红眉火尾雀
- 赤胸星雀
- 星雀
- 褐头星雀